# Берч-Кули (тауншип, Миннесота)
Берч-Кули (англ. Birch Cooley) — тауншип в округе Ренвилл, Миннесота, США. На 2000 год его население составило 257 человек.

## География
По данным Бюро переписи населения США площадь тауншипа составляет 107,4 км², из которых 107,4 км² занимает суша, a вода составляет 0,02 %.

## Демография
По данным переписи населения 2000 года здесь находились 257 человек, 95 домохозяйств и 68 семей.  Плотность населения —  2,4 чел./км².  На территории тауншипа расположено 98 построек со средней плотностью 0,9 построек на один квадратный километр. Расовый состав населения: 95,33 % белых, 1,56 % коренных американцев, 0,39 % азиатов, 2,33 % — других рас США и 0,39 % приходится на две или более других рас. Испанцы или латиноамериканцы любой расы составляли 2,33 % от популяции тауншипа.
Из 95 домохозяйств в 35,8 % воспитывались дети до 18 лет, в 67,4 % проживали супружеские пары, в 3,2 % проживали незамужние женщины и в 28,4 % домохозяйств проживали несемейные люди. 23,2 % домохозяйств состояли из одного человека, при том 12,6 % из — одиноких пожилых людей старше 65 лет. Средний размер домохозяйства — 2,71, а семьи — 3,29 человека.
31,9 % населения — младше 18 лет, 4,7 % — в возрасте от 18 до 24 лет, 30,0 % — от 25 до 44, 19,8 % — от 45 до 64, и 13,6 % — старше 65 лет. Средний возраст — 36 лет. На каждые 100 женщин приходилось 104,0 мужчин.  На каждые 100 женщин старше 18 приходилось 103,5 мужчин.
Средний годовой доход домохозяйства составлял 46 111 долларов, а средний годовой доход семьи —  45 893 доллара. Средний доход мужчин —  27 292  доллара, в то время как у женщин — 21 364. Доход на душу населения составил 15 827 долларов. За чертой бедности находились 11,3 % семей и 10,9 % всего населения тауншипа, из которых 10,3 % младше 18 и 21,4 % старше 65 лет.